# Холодильник Эйнштейна

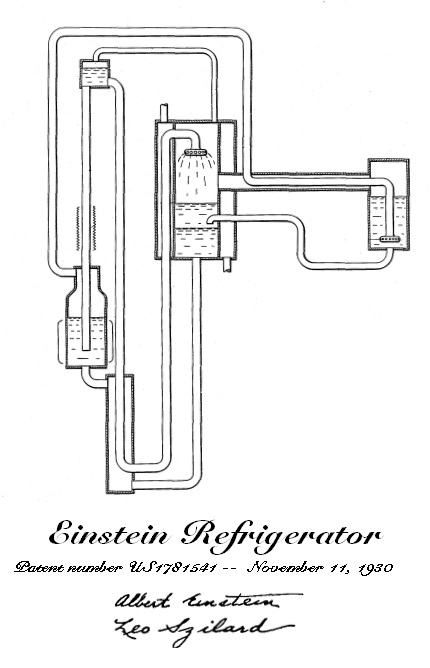

Холодильник Эйнштейна — абсорбционный холодильник, изобретённый в 1926 году физиками Альбертом Эйнштейном и Лео Силардом. Был запатентован в США 11 ноября 1930 года. Холодильник не имеет движущихся частей и использует небольшие нагревательные устройства.

## История
Учёный изобрел свой холодильник после того, как прочёл в газете о случае, произошедшем с одной берлинской семьёй. 
Члены этой семьи получили отравление из-за неисправности холодильника, из которого произошла утечка диоксида серы.
Вместе с физиком Лео Силардом Эйнштейн создал холодильник, в котором использовался спиртовой хладагент[прояснить], который не может стать причиной подобных отравлений.
Эйнштейн получил патент на своё изобретение, но его модель холодильника так и не была запущена в производство. Права на патент купила фирма «Электролюкс» в 1930 году. Так как холодильники, использующие компрессор и газ фреон, были более эффективными, они вытеснили холодильник Эйнштейна. Единственный построенный экземпляр бесследно исчез, осталось лишь несколько его фотографий.
В сентябре 2008 года в газетах появилось сообщение о том, что группа под руководством Малькома Маккалоха из Оксфордского университета в течение трёх лет занималась созданием и развитием прототипа холодильника Эйнштейна. Поскольку энергия в этом холодильнике нужна только для подогрева насоса, исследователи рассматривали непосредственное использование энергии солнца для применения холодильника в тех местностях, где отсутствует электричество. Путём изменения состава применяемых газов планировалось увеличить эффективность холодильника в четыре раза.